# 聖マリアンナ医科大学の人物一覧
聖マリアンナ医科大学の人物一覧（せいまりあんないかだいがくのじんぶついちらん）は、聖マリアンナ医科大学に関係する人物の一覧記事。

## 著名な教職員
- 賀来満夫 - 医師、医学者。元・本学助教授
- 水島裕 - 医師、元参議院議員。元・教授

## 主な卒業生

### 研究者・学者
- 作田明 - 犯罪心理学専門の精神科医、精神保健指定医、臨床心理士
- 小島宏司 - 外科医、生物学者

### 政界
- 大隈和英 - 医師、政治家、厚生労働大臣政務官

### 文学
- 米山公啓 - 作家、医師

### 芸能
- 西川史子 - 平成8年「ミス日本」受賞、医師、タレント

### 放送
- 小島亜輝子 - 医師、元NHKキャスター、気象予報士、フリーアナウンサー

### 音楽
- 笹井トシオ - DJ、精神科医

### 医学
- 鈴木栄樹 - 池袋サンシャイン美容外科院長
- 八田真理子 - 産婦人科医
- 髙木希奈 - 精神科医